# 4251 Kavasch
4251 Kavasch è un asteroide della fascia principale. Scoperto nel 1985, presenta un'orbita caratterizzata da un semiasse maggiore pari a 2,4027295 UA e da un'eccentricità di 0,1770470, inclinata di 3,33711° rispetto all'eclittica.